# Вашекан
Вашекан (перс. واشقان) — село в Ірані, у дегестані Тальх-Аб, у бахші Хенеджін, шагрестані Фараган остану Марказі. За даними перепису 2006 року, його населення становило 129 осіб, що проживали у складі 65 сімей.

## Клімат
Середня річна температура становить 10,65 °C, середня максимальна – 30,18 °C, а середня мінімальна – -11,54 °C. Середня річна кількість опадів – 242 мм.
| Клімат поселення                              | Клімат поселення | Клімат поселення | Клімат поселення | Клімат поселення | Клімат поселення | Клімат поселення | Клімат поселення | Клімат поселення | Клімат поселення | Клімат поселення | Клімат поселення | Клімат поселення | Клімат поселення |
| Показник                                      | Січ.             | Лют.             | Бер.             | Квіт.            | Трав.            | Черв.            | Лип.             | Серп.            | Вер.             | Жовт.            | Лист.            | Груд.            |                  |
| Середній максимум, °C                         | 5,44             | 6,82             | 11,29            | 17,62            | 22,68            | 28,64            | 30,18            | 29,58            | 25,20            | 18,73            | 11,86            | 6,51             |                  |
| Середня температура, °C                       | −3,06            | −1,67            | 2,81             | 9,14             | 14,20            | 20,16            | 24,20            | 23,60            | 19,21            | 12,76            | 5,88             | 0,54             |                  |
| Середній мінімум, °C                          | −11,54           | −10,14           | −5,68            | 0,64             | 5,71             | 11,67            | 18,23            | 17,64            | 13,24            | 6,77             | −0,1             | −5,44            |                  |
| Норма опадів, мм                              | 33               | 33               | 46               | 34               | 31               | 5                | 1                | 1                | 0                | 8                | 20               | 30               |                  |
| Середньомісячна швидкість вітру, м/с          | 1.24             | 1.91             | 2.86             | 2.62             | 2.48             | 2.34             | 2.21             | 2.22             | 2.08             | 1.96             | 1.75             | 1.22             |                  |
| Середньомісячна сонячна радіація, кДж/м²·день | 9205             | 12221            | 14778            | 18309            | 22210            | 26700            | 25959            | 23946            | 20875            | 15423            | 10944            | 8949             |                  |
| --------------------------------------------- | ---------------- | ---------------- | ---------------- | ---------------- | ---------------- | ---------------- | ---------------- | ---------------- | ---------------- | ---------------- | ---------------- | ---------------- | ---------------- |
| Джерело:                                      |                  |                  |                  |                  |                  |                  |                  |                  |                  |                  |                  |                  |                  |